# Rue Minard
La rue Minard est une ancienne rue d'Issy-les-Moulineaux.

## Situation et accès
Orientée du nord au sud-ouest, cette rue commence son tracé place de la Fontaine, au croisement de la rue de Vanves, par une partie piétonnière. À cet endroit se trouvait la fontaine au Dauphin, alimentée par le trop-plein des eaux du parc du prince de Condé.
Après avoir croisé la rue Vaudétard, elle s'engage entre la grande chapelle du séminaire Saint-Sulpice et le parc Saint-Jean-Paul-II, et gravit un chemin étroit et sinueux, témoin de son ancienneté. À cet endroit, passe un souterrain, aménagé vers 1599, joignant le parc au séminaire.
Elle se termine au sommet du coteau, place de l'Église, à la rencontre de la rue Jules-Guesde et de la rue de l'Abbé-Grégoire, dans l'axe de l'avenue Jean-Jaurès.

## Origine du nom

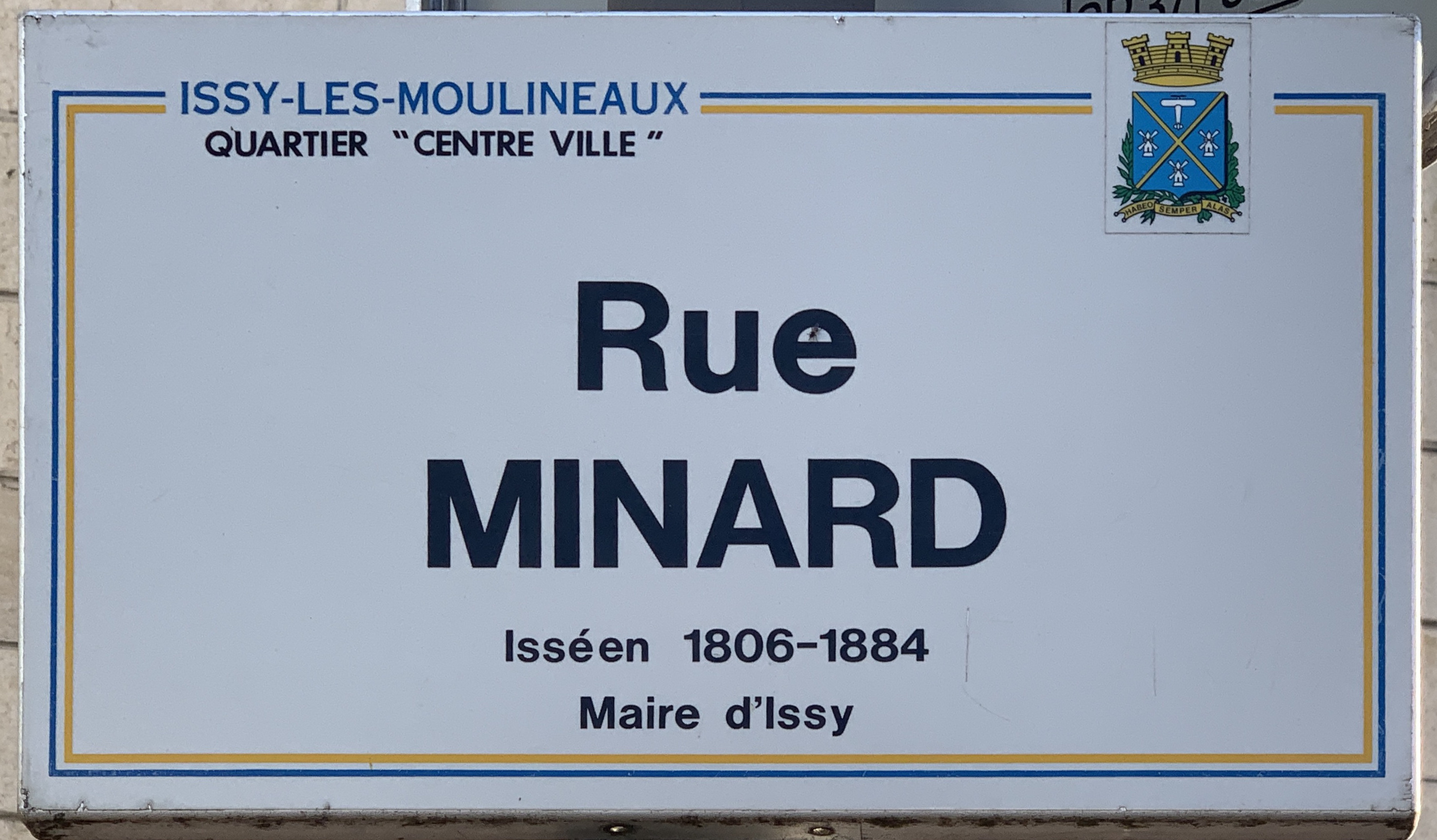
Rue Minard, Issy-les-Moulineaux.

Cette rue a longtemps porté le nom de rue de la Glaisière, odonyme ayant pour origine les « briques de Vaugirard » exploitées dans les environs.
Son nom lui a été attribué par décision du Conseil municipal du 28 novembre 1890, en hommage à Georges-Christ Minard, maire de la ville de 1846 à 1848 puis de 1870 à 1871.

## Historique
Son tracé remonte probablement à la plus haute Antiquité.

## Bâtiments remarquables et lieux de mémoire
- Séminaire Saint-Sulpice[8].
- Église Saint-Étienne d'Issy-les-Moulineaux.

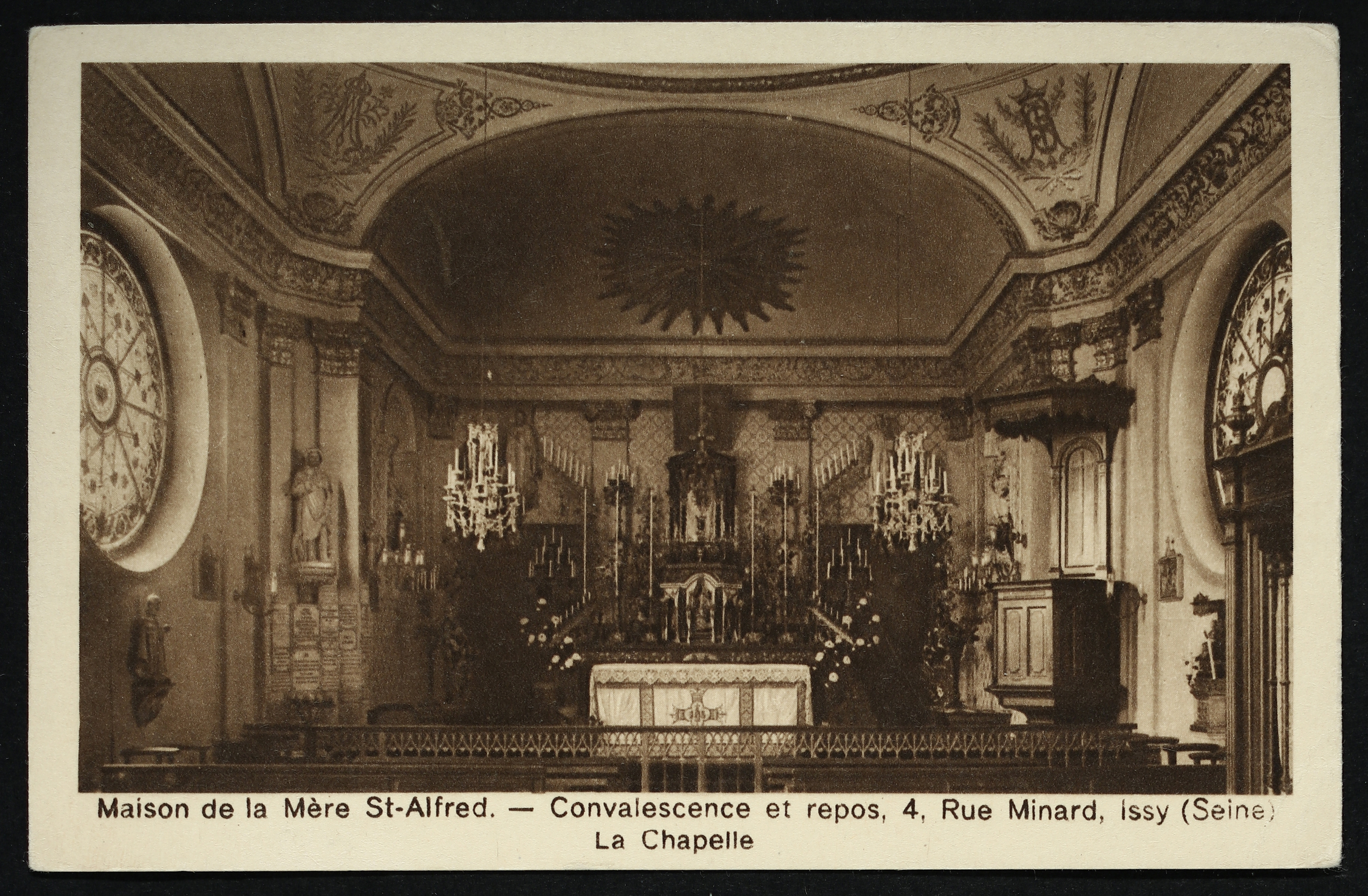
La chapelle de la maison de la Mère Saint-Alfred, créée par les pères de Picpus dans l'ancien vestibule de l'hôtel.

- L'architecte Louis Rey y est décédé en 1972.
- Hôpital Suisse de Paris : ce fut tout d'abord un hôtel construit probablement datant du XVIIIe siècle pour madame Moulle, rachetée en 1845 par les pères du Sacré-Cœur de Picpus, puis en 1887 par les sœurs de Saint-Thomas-de-Villeneuve, puis devenue maison de convalescence de la mère Saint Alfreden enfin maison suisse de retraite[9].
- Parc Saint-Jean-Paul-II, qui commémore la venue du souverain pontife en 1980[10].
- Le Bâtiment de la Solitude, qui accueillait les religieux retraités de la communauté de Saint-Sulpice[11].

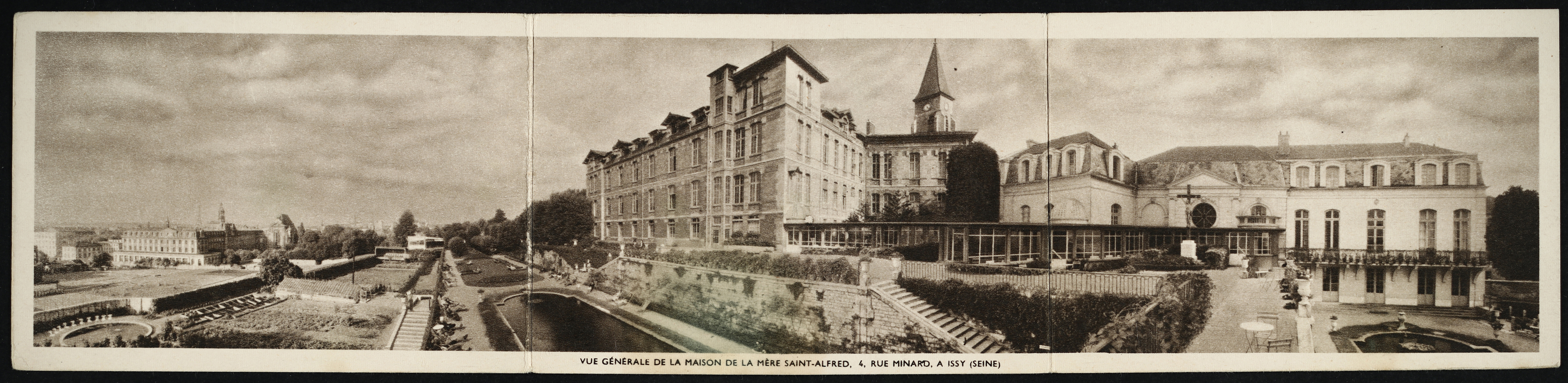
Vue générale de la Maison de la Mère Saint-Alfred, 6 rue Minard à Issy.